# الحروب الشمالية لتشوغ ليانغ
بدأت 'الحملات الشمالية' عندما توفي إمبراطور مملكة واي ساو بي في سنة 226 ميلادية خلفه إبنه كاور ري فإجتمع كاو ري بالمسؤولين في البلاط فقرروا تعيين تساو زين غادر تشوغ ليانغ شو سنة 227 و تمركز في هان زونغ هزم كاو مرات عديدة فقام كاو ري بتعيين سيما يي جنرال بياوجي[بنغ تشي] كان تشوغ ليانغ قد تواطأ مع جنرال يدعى مينغ داه كان قد إستسلم لكاو في حرب تجينغ تزو ولكن أحد مستشاري الجنرال مينغ كان صديق سيما فأخبره بالمؤامرة فتمكن سيما من الانتصار لكن أعمام الأمبراطور كاو قاموا بإشاعة الفتنة بين الأمبراطور كاو ري وسيما يي فظل الإمبراطور يعين كاو زين حين يفشل سيما و سيما يي حين يفشل كاو.

## الأسباب
من أهم الأسباب الذي أدت لنشوب هذه الحملات هو حلم جوكيه ليانغ وقبله الإمبراطور ليو باي بإعادة تجديد مملكة هان
```
خصوصا بعد أن أدرك جوكيه ليانغ أنه لن يتحقق هذا الحلم بعد وفاته 
```

وبالرغم من أن ليو باي لم يدعى تأسيس أي سلالة جديدة بل إعتبر نفسه تابعا لهان أي أنه خليفة الإمبراطور شيان

## البداية
عقب وفاة الإمبراطور وين ساو بي نتيجة لخسارته الحرب ضد مملكة وو قتل زانغ في شقيق ليو باي على يد جنرالاين خائنين و قدما رأسه لسون تشوان إمبراطور وو غضب ليو باي وأعلن الحرب ضد وو فحاول جوكيه ليانغ منعه معللا هذا بضرورة الهجوم على واي بدلا من وو
لكنه فشل وخرج ليو باي بقواته فحاربوا وو فكاد أن ينتصر لولا إحراق لو شون قائد قوات الإمبراطور سون تشوان فعاد وتوفي في نفس السنة و في عام 226 وبعد تنصيب ليو شان ابن ليو باي إمبراطور لمملكة شو أصدر الإمبراطور بطلب من جوكيه ليانغ أمرا ببدء قتال الخونة.

## الهجوم على لويانغ
لويانغ هي عاصمة سلالة هان وبعد خلع الإمبراطور شيان عن العرش من قبل تساو بي وتأسيس واي إتخذها عاصمة له
قبل وفاة الإمبراطور تساو تساو إستسلم جنرال يدعى مينغ دي لجلالته وبعد وفاة تساو طلب تساو بي منه التخييم جنوب العاصمة على بعد 50 كيلومتر ففعل
وعندما بدأ تشوغ ليانغ الحرب تواصل معه للهجوم على العاصمة
```
لكن أحد أصدقاءه حذره من قوة وي وأن واي قوية وستقتل لكنه لم يستمع له وقرر الهجوم فأخبر هذا الرجل 
سيما يي
 فرجع سيما لقتله فنجح وأصبحت لويانغ في أمان.
```

## تعيين تساو زين
تساو زين هو أحد أقارب تساو تساو
بعد اجتماع الإمبراطور تساو روي بالجنرالات قرروا تعيينه في منصب الجنرال وتحرك تساو زين بقواته في إحدى الحملات بمساعدة الوزير وانغ لانغ وأقترح وانغ لانغ أن يتكلم معى تشوغ ليانغ ليقتله فأسمعه تشوغ ليانغ كلاما قاسيا مما أدى لموته

## تعيين سيما يي
سيما يي هو وزير وجنرال ذكي وهو الذي مهد لتأسيس سلالة الجين التي وحدت الممالك الثلاث.
```
كان الإمبراطور ري يعرف أن سيما يي ذكي جدا إذا أنه كان مخططا لدى جده ملك واي الإمبراطور 
تساو تساو
 وكذلك وزيرا عند أبيه الإمبراطور وين 
ساو بي
 لذلك وبسبب فشل تساو زين قرر تعيين سيما يي
```

## إستراتيجية البلدة الفارغة
تعتبر هذه الإستراتيجية واحدة من أهم الطرق التي طبقها جوكيه ليانغ.
في قرية تاي شو يان في وسط غرب الصين بعد أن حوصرت قوات شو من قبل قوات مملكة واي كانت قوات تشوغ ليانغ تقدر داخل البلدة بالألاف فقط بينما كان عند سيمايي مليون جندي ذهبوا معه ليفتكوا بتشوغ ليانغ وقواته فطلب تشوغ ليانغ إحضار ألة قو تشين الخاصة به وصعد فوق بوابة القرية وعندما وصلت قوات واي بدأ العزف.
عرف سيما يي بإن جوكيه ليانغ لن يستطيع فعل شيء كما أدرك أن جوكيه ليانغ يحاول إيهامه أن هناك كمين.
ولكن سيما يي تظاهر بالعكس وقال بصوت مرتفع:
تشوغ ليانغ أعددت كمين لنا أتظنني غبيا!
```
فعل سيما يي هذا لإنه عرف أنه إن قتل تشوغ ليانغ الآن فإن البلاط سيقتله وبالتالي لن يحقق حلمه بتأسيس سلالة 
```

فأمر بالعودة وبعد مغادرته توقف تشوغ عن العزف و شكر سيما يي لكن الإمبراطور ري إستدعى سيما و أنبه على هذا فأنكر سيما يي هذا فسامحه الإمبراطور لإنه عرف الحقيقة فإن مات سيما يي فستنتهي مملكة واي

## معركة سهل ووزانغ
في سنة 234م وبعد فترة طويلة من بدأ الحرب إحتشدت قوات واي بقيادة سيما يي و قوات شو بقيادة جوكيه ليانغ وكانت تعداد جند واي يبلغ 800.000جندي بينما قوات شو كانت تبلغ حوالي795.000 جندي فبدأت المعركة بإن إستولى تشوغ ليانغ على المؤونة التي وصلت لتوها. من اجل دعم قوات واي.
فقسم سيما يي قواته لثلاث أقسام .
قسم بقيادة الجنرال سون لي و قسم بقيادة غاو هي و القسم الثالث بقيادته هو
بينما قسم جوكيه ليانغ قواته كالأتي :
قسم يبقى في المخيم بقيادته
وقسم يحرس المؤونة التي أخدها من واي
```
وقسم يهاجم بقيادة وي يان 
بعدها كاد تشوغ ليانغ أن يقتل ورفض مغادرة المعسكر. 
```

بعدها مباشرة قاد سيما القوات لإسترداد الطعام في وادي شانغ فانغ.
وغادر تشوغ ليانغ المعسكر بإتجاه الوادي وعندما دخل سيما يي الوادي عرف أنه كمين فأطلق جنود شو الأسهم النارية على المخازن التي كانت مشبعة بالزيت.
فإحترق جنود واي بالنار وظن سيما أنها النهاية ففرح تشوغ ليانغ.
لكن الأمطار بدأت تهطل فتم إخماد النار و أصيب جوكيه ليانغ بمرض توفي على أثره.
وخلفه جيانغ وي

## تمرد وي يان
وي يان جنرال تابع لليو باي قتل سيده السابق Han xuan عندما إجتاح ليوباي تشانغ تشا
شارك في الحروب الشمالية وبعد وفاة تشوغ ليانغ أعلن تمرده و عزل جيانغ واي خليفة تشوغ ليانغ لكن جوكيه ليانغ كان يعرف بنيته في التمرد فأوصى ما دي بقتله ففعل.

## نهاية الحملات الشمالية
إنتهت الحروب الشمالية رسميا بموت جوكيه ليانغ سنة 234 .
بعدها أمر الإمبراطور ري الجنرال سيما يي
بالعودة للعاصمة لويانغ بعد انتهاء الحرب وأمر بمكافأة الجنود وإنسحب جيانغ واي لشو بعد وفاة المستشار مباشرة
بعدها توفي الإمبراطور تساو روي وتم تعيين إبنه تساو هوان إمبراطورا تحت وصاية ابن تساو زين تساو شوانغ
بعدها و في سنة 243 خرج تساو شوانغ والإمبراطور لزيارة مقابر غاوبينغ التي هي المقبرة الرسمية لسلالة واي فداهمه سيما يي بقواته بعد أن إستدعى الجنرالات الذين أحبوا سيما يي فقتله بإمر الإمبراطورة الأم.
بعدها عين سيما يي موجه إمبراطوريا و رئيس للوزراء و شن عدة حملات على شو فإحتل هانزونغ و قلص نفوذهم للعاصمة تشينغ دو.
و في سنة 251 توفي سيما يي وخلفه إبنه سيما زاو .
فتح زاو شو سنة 263 بعدها توفي وخلفه إبنه سيما يان الذي إغتصب عرش واي سنة 265 تم فتح وو 280م بعدها أسس أسرة جين